# Winamp
Winamp je medijski predvajalnik, ki je v prvi vrsti namenjen poslušanju glasbe, zmožen pa je predvajati tudi razne video formate. Napisan je za operacijske sisteme Microsoft Windows, Mac OS X in Android. Osnovna različica je bila na voljo brezplačno z uradne spletne strani, napredna različica Winamp Pro pa je bila plačljiva.

## Zgodovina
Winamp je sprogramiral ameriški programer Justin Frankel, ki je tudi ustanovitelj podjetja Nullsoft. Prva verzija je izšla 27. aprila 1997 pod imenom WinAMP 0.20a. Z verzijo 1, ki je izšla 7. junija 1997, se je Winamp preimenoval (majhne črke) in že dobil svoj znan videz – temno sivo ozadje s srebrnimi gumbi in zeleno pisavo za prikaz časa in naslova predvajane datoteke. Popularnost Winampa je hitro naraščala in do verzije 2.10 dosegla velik krog uporabnikov (30.000 dnevnih obiskovalcev na takratni spletni strani Winampa). AOL je 1. junija 1999 kupil podjetje Nullsoft za 400 milijonov dolarjev.
Sledila je verzija 3 (avgust 2002), ki ni požela takšnega uspeha in v javnosti ni bila tako dobro sprejeta kot verzija 2. Naslednja verzija je izšla decembra 2003 in je nosila številko 5, saj naj bi združila najboljše funkcije verzije 2 in verzije 3 (2 + 3 = 5). Kljub izidu nove verzije je veliko ljudi še zmeraj uporabljalo verzijo 2, zaradi hitrejšega delovanja oz. manjše porabe sistemskih virov.
Danes je Winamp eden najpopularnejših medijskih predvajalnikov. V zadnjih letih je razvoj potekal predvsem v smeri spletnih storitev (spletni radio, prikazovanje dodatnih podatkov o glasbi, vključitev spletnega brskalnika). Na voljo je tudi ogromno vtičnikov (več kot 950) in velika zbirka preoblek (več kot 2850), ki jih lahko uporabniki brezplačno prenesejo.
Novembra 2013 je AOL oznanil, da bo ukinil razvoj in podporo Winampu. Skupaj s storitvijo Shoutcast naj bi ga prevzelo podjetje Radionomy, ki se ukvarja z gostovanjem spletnih radijskih postaj.

## Funkcije
Osnovna funkcionalnost Winampa je predvajanje glasbenih datotek, podpira pa tudi prikaz raznih video formatov. Winamp podpira 60 različnih audio in video formatov, med njimi so najbolj razširjeni audio formati MP3, WAV, WMA, MIDI, AAC, OGG in video formati AVI, MPG, MPEG, WMV, MKV. Winamp omogoča predvajanje pretočne (stream) glasbe in videa – preko vgrajene storitve SHOUTcast lahko iščemo in poslušamo internetni radio ali gledamo internetne televizijske kanale. Vredno je omeniti, da je bil Winamp med prvimi programi, ki so omogočali to funkcionalnost. Pri instalaciji si lahko izberemo enega izmed 15 uradno podprtih jezikov, kasneje pa lahko vgradimo še druge jezikovne pakete. Vgrajeno ima tudi podporo za dodajanje vtičnikov ter spreminjanje preoblek.

### Vtičniki
Vtičniki za Winamp so datoteke, ki razširjajo njegove funkcionalnosti. V maju 1998 je bil Winamp deležen velike prenove arhitekture, ki je omogočala uporabo vtičnikov. Odziv javnosti je bil pozitiven in razvoj vtičnikov je bil razmeroma hiter – v roku pol leta je bilo na voljo že 66 vtičnikov. Za razvoj le-teh obstaja poseben Winamp SDK, s katerim lahko razvijalci ustvarijo sedem različnih tipov vtičnikov.
- Vhodni vtičniki: omogočajo, da Winamp predvaja tipe datotek, ki v osnovi niso podprti.
- Izhodni vtičniki: določajo, na kateri izhodni kanal ali datoteko bodo poslani zvočni podatki.
- DSP/Efekt: DSP vtičniki preoblikujejo zvočne podatke preden so poslani na izhodni kanal.
- Vizualizacija: ti vtičniki prikazujejo vizualne efekte glede na glasbo, ki se trenutno predvaja v Winampu.
- Jezikovni paketi: internacionalizirajo Winamp v izbran jezik.
- Vtičniki za knjižnico: razširjajo funkcionalnosti knjižnice Winampa, npr. dodajanje podpore za prenosne naprave kot je iPod ipd.
- Vtičniki za splošne namene: so vtičniki, ki se morajo izvajati nenehno v ozadju oz. ne spadajo v nobeno drugo kategorijo in so splošno namenski.

### Preobleke
Winamp nam omogoča, da spremenimo grafično podobo programa in dodamo funkcije s pomočjo preoblek. Z izidom verzije 2 (leta 1998) je izšla tudi dokumentacija o izdelovanju preoblek, do leta 2000 pa je bilo na spletu že več kot 3000 preoblek.
Poznamo 2 vrsti preoblek za Winamp (Winamp 5 podpira obojne):
- Klasične preobleke (Classic Skins)

V osnovi so namenjene Winampu 2. Ne omogočajo tolikšne svobode pri oblikovanju preobleke kot moderne preobleke, ne moremo dodajati funkcij ali spreminjati obliko okna (oblika ostaja pravokotna). Pravzaprav so te preobleke le skupek slikovnih datotek, ki zamenjajo privzete slike.
- Moderne preobleke (Modern Skins)

So bile razvite za Winamp3 in se razlikujejo od klasičnih preoblek v tem, da lahko oblikovalec sam določi obliko okna (pravzaprav ni nobenih omejitev), lahko doda nestandardne gumbe ali nove funkcionalnosti. Prav zato pa so moderne preobleke težje za sprogramirati.

## Različice
Na uradni strani so za prenos pripravljene 3 različice Winampa. 

### Winamp Lite
- Velikost: 7MB
- Cena: brezplačno[12]

Je okrnjena različica Winampa, ki omogoča le najbolj osnovne funkcije – predvajanje določenih audio in video datotek, menjavo preoblek in vključitev vtičnikov.

### Winamp Full
- Velikost: 15MB
- Cena: brezplačno[13]

V različici Winamp Full najdemo vse funkcionalnosti različice Lite, prav tako pa je omogočeno veliko število dodatnih funkcij, kot na primer dostop do storitve SHOUTcast, podpora za moderne preobleke, sinhronizacija s prenosnimi napravami, samodejno prenašanje meta podatkov o predvajanih datotekah, spletni brskalnik, peka audio CD-jev (do 2x hitrosti), možnost izločanja audio datotek s CD-jev (do 8x hitrosti in le v določene formate, med katere ne spada MP3) itd.
S to različico dobimo tudi 50 brezplačnih prenosov MP3 datotek s storitve eMusic. Pri prenosu lahko tudi odkljukamo možnost paketa Bundle, v katerem se nahaja še 5 MP3-jev. Različico Winamp Full lahko nadgradimo oz. vpišemo veljavno serijsko številko, ter tako omogočimo vse funkcionalnosti iz različice Pro.

### Winamp Pro
- Velikost 15MB
- Cena: 13,49€ (na dan 16.1.2012)

Je polno opremljena različica Winampa, ki omogoča vse, kar omogoča Winamp Full. Poleg tega ne postavlja tako nizkih omejitev pri izločanju audio datotek s CD-jev (ni omejitve hitrosti, podprt je tudi format MP3) in pri peki audio CD-jev (do 48x hitrosti), ter odklene možnost predvajanja video datotek, ki potrebujejo kodek H.264.